# Una gallega en México
Una gallega en México es una película mexicana de comedia de enredos de 1949, escrita por Joaquín Pardavé, dirigida por Julián Soler y protagonizada por Niní Marshall, Joaquín Pardavé y Alma Rosa Aguirre.
Narra la vida de un mercado popular y el idilio entre una inmigrante gallega y un comerciante mexicano. 

## Sinopsis
Doña Cándida es una inmigrante española que llega por primera vez a México donde conoce a don Robustiano que es un hombre pobre pero ingenuo y que la quiere ayudar. Ella terminará confundiéndolo utilizando palabras típicas de su español. 

## Reparto
- Niní Marshall
- Joaquín Pardavé
- Alma Rosa Aguirre
- Lilia Prado
- Jorge Negrete
- Manolete

- Datos: Q6155795